# Олга Гюзелева
Олга Иванова Гюзелева е българска оперна певица.

## Биография
Родена е през 1881 г. в София. Учи пеене и пиано в Дрезден. През 1908 г. е една от основателките на Оперната дружба в София. Работи като концертираща артистка, артистка в Народния театър (1917 – 1918) и преподавателка по пеене и пиано. Умира през 1972 г. в Казанлък.
Нейни документи се съхраняват във фонд 1010К в Централен държавен архив.